# Eleonóra-sólyom
Az Eleonóra-sólyom (Falco eleonorae) a madarak osztályának sólyomalakúak (Falconiformes) rendjéhez, azon belül  a sólyomfélék (Falconidae) családjához tartozó faj.
Nevét a Szardínia szigetén uralkodó I. Eleonóra arboreai királynőről kapta, aki 1340–1404 között élt.

## Előfordulása
A Földközi-tengernél, a Baleár-szigetektől Olaszországon keresztül Ciprusig fészkel.  Nagy számban él a görög és török tengerpartoknál. Előfordul Algériában és Marokkóban is. Telelni leginkább Madagaszkárt választja. Tengerparti sziklák lakója.

## Megjelenése
Testhossza 36–42 centiméter, szárnyfesztávolsága 90–120 centiméter, testtömege pedig 350–450 gramm.

## Életmódja
A levegőben kapja el madarakból és rovarokból álló táplálékát. A legnagyobb zsákmánya galamb nagyságú.
|  |

## Szaporodása
Nem épít fészket, sziklafalakon, üregekben kapar egy mélyedést és odarakja tojásait. Fészekalja 2-3 tojásból áll, melyeken 28 nap kotlik. A fiatal madarak 35-40 nap múlva repülnek ki.

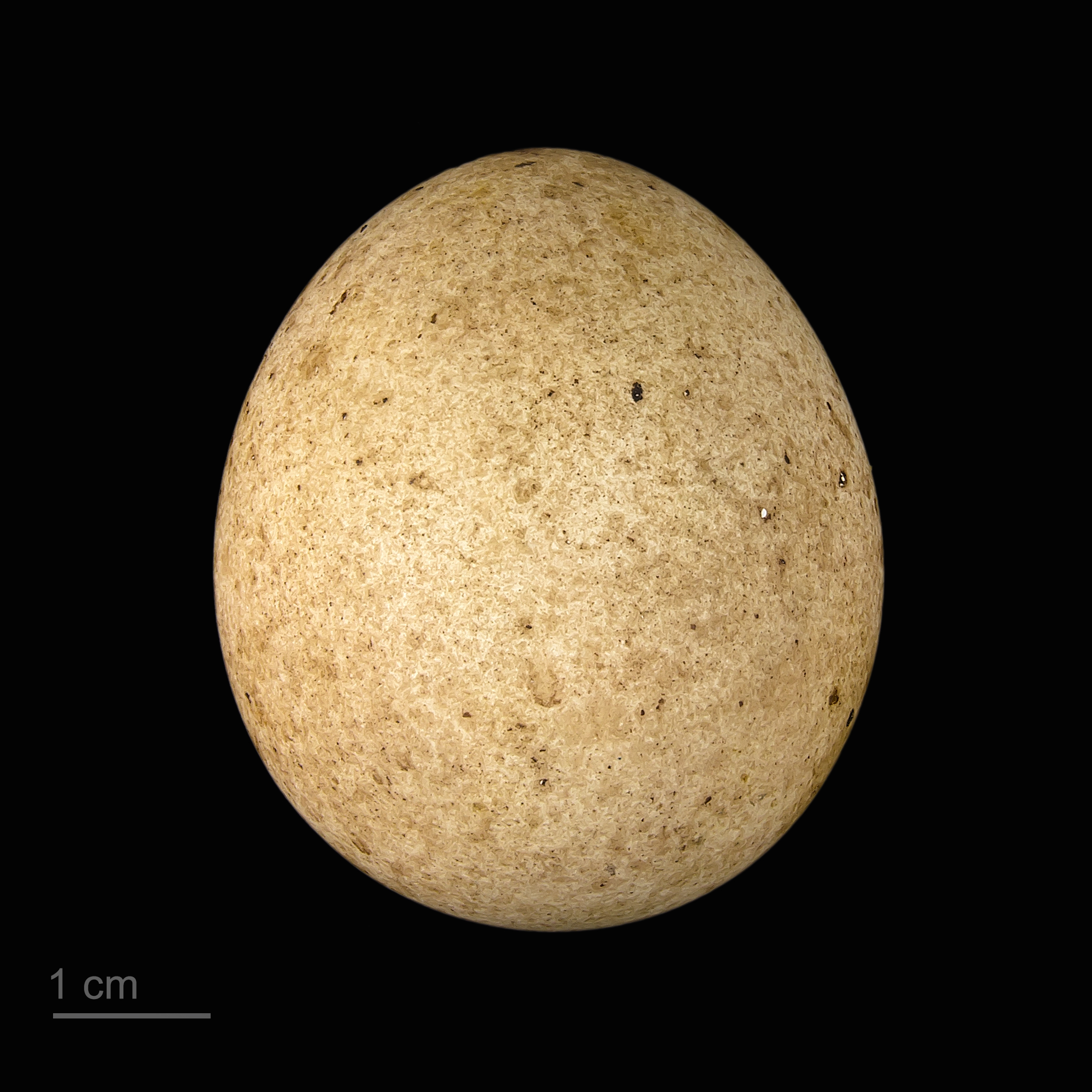
Falco eleonorae

## Kárpát-medencei előfordulása
Magyarországon nagyon ritka alkalmi kóborló. 3 bizonyított előfordulása ismert.